# Гіошань
Гіошань, Гіошані (рум. Ghioșani) — село у повіті Олт в Румунії. Входить до складу комуни Морунглав.
Село розташоване на відстані 159 км на захід від Бухареста, 22 км на захід від Слатіни, 28 км на північний схід від Крайови.

## Населення
За даними перепису населення 2002 року у селі проживала 301 особа, усі — румуни. Усі жителі села рідною мовою назвали румунську.